# Hugo Scrayen
Hugo Scrayen (Wintershoven, Kortessem, 19 d'abril de 1942) fou un ciclista belga, professional des del 1962 fins al 1967. Va combinar tant el ciclisme en pista com en ruta.

## Palmarès
- 1961
  - 1r a la Gant-Wevelgem amateur
  - Vencedor d'una etapa a la Volta a Bèlgica amateur
- 1962
  -  Campió de Bèlgica en Derny amateur
  -  Campió de Bèlgica en Òmnium amateur
- 1963
  -  Campió de Bèlgica en Persecució
- 1964
  -  Campió de Bèlgica en Persecució
  - Vencedor d'una etapa a la Volta a Bèlgica